# Ferrocarrils de la Generalitat Valenciana
Ferrocarrils de la Generalitat Valenciana (FGV) è l'azienda pubblica del Governo valenciano che gestisce alcune linee ferroviarie che si dipanano nella Comunità Valenciana, nonché il trasporto cittadino delle città di Valencia (in forma di metropolitana) e Alicante (tram).
La sede si trova a Valencia e ha il suo "hub" alla stazione di València-Sud di València e alla Stazione Alacant-La Marina di Alacant.

## Storia
La FGV è stata fondata nel 1986 e diventata operativa il 1º gennaio 1987 ereditando la concessione di alcuni tratti ferroviari regionali fino a quel momento gestiti dalla FEVE (Ferrocarriles Españoles de Vía Estrecha) come il tratto da 92 km non elettrificato tra Alicante, Benidorm e Dénia.
Faceva parte dell'eredità anche una parte di linee elettrificate facenti parte del servizio ferroviario suburbano di Valencia e al cui miglioramento sono stati destinati i primi investimenti della neonata società.
Tra gli investimenti successivi lo scavo di nuovi tunnel per unire le zone nord e sud della città di Valencia, l'ampliamento delle linee tranviarie di Alicante e l'elettrificazione parziale della linea tra Alicante e Denia oggi percorse dai tram-treni